# Torralba (Spagna)
Torralba è un comune spagnolo di 143 abitanti situato nella comunità autonoma di Castiglia-La Mancia.